# Sénat du Montana
67e législature
Capitole de l'État du Montana, Helena
Le Sénat du Montana (en anglais : Montana Senate) est la chambre haute de la Législature du Montana, l'organe législatif de l'État américain du Montana. Elle compte 50 sénateurs élus pour 4 ans, renouvelables par moitié tous les deux ans.

## Composition
| Législature | Démocrate | Républicain |
| ----------- | --------- | ----------- |
| 57e         | 19        | 31          |
| 58e         | 21        | 29          |
| 59e         | 27        | 23          |
| 60e         | 26        | 24          |
| 61e         | 23        | 27          |
| 62e         | 22        | 28          |
| 63e         | 21        | 29          |
| 64e         | 21        | 29          |
| 65e         | 18        | 32          |
| 66e         | 20        | 30          |
| 67e         | 19        | 31          |